# Caere

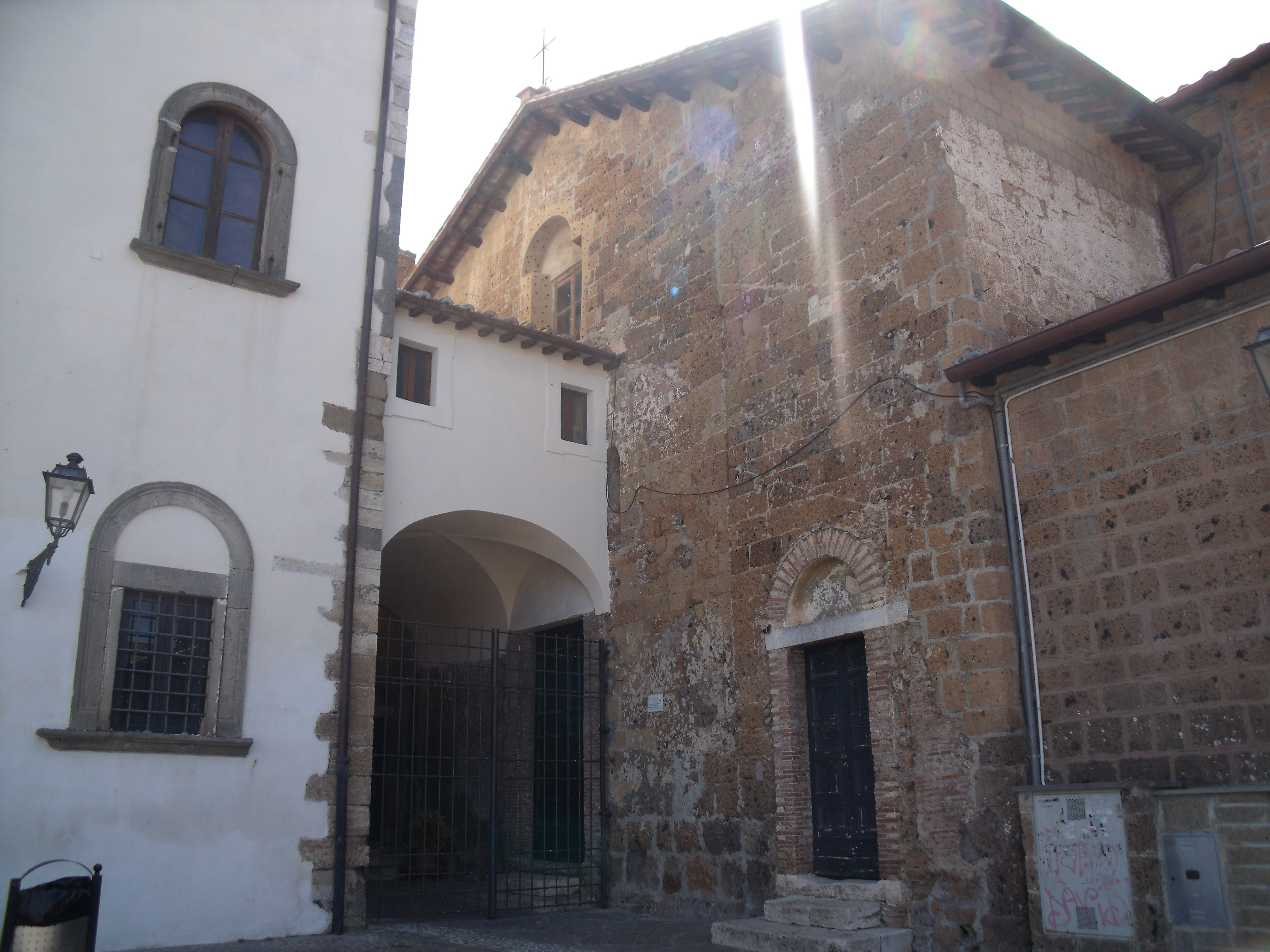
Dawna katedra diecezjalna w Cerveteri

Caere (łac. Dioecesis Caeretanus, wł. Diocesi di Cerveteri) – stolica historycznej diecezji w Italii erygowanej w roku 499, a włączonej w 1029 w skład diecezji Porto. 
Współczesne miasto Cerveteri w prowincji Rzym we Włoszech. Obecnie katolickie biskupstwo tytularne ustanowione w 1968 przez papieża Pawła VI.

## Biskupi tytularni
| Lp. | Biskup                    | Funkcja                            | Od                | Do                |
| --- | ------------------------- | ---------------------------------- | ----------------- | ----------------- |
| 1   | Adhemar Esquivel Kohenque | biskup pomocniczy La Paz (Boliwia) | 11 listopada 1968 | 10 listopada 1992 |
| 2   | Norbert Strotmann         | biskup pomocniczy Limy (Peru)      | 19 grudnia 1992   | 11 stycznia 1997  |
| 3   | Francesco Saverio Salerno | urzędnik Kurii Rzymskiej           | 20 grudnia 1997   | 21 stycznia 2017  |
| 4   | Giacomo Morandi           | urzędnik Kurii Rzymskiej           | 18 lipca 2017     | 10 stycznia 2022  |
| 5   | Andrea Ripa               | urzędnik Kurii Rzymskiej           | 26 stycznia 2022  |                   |